# Burtscheid (Aken)

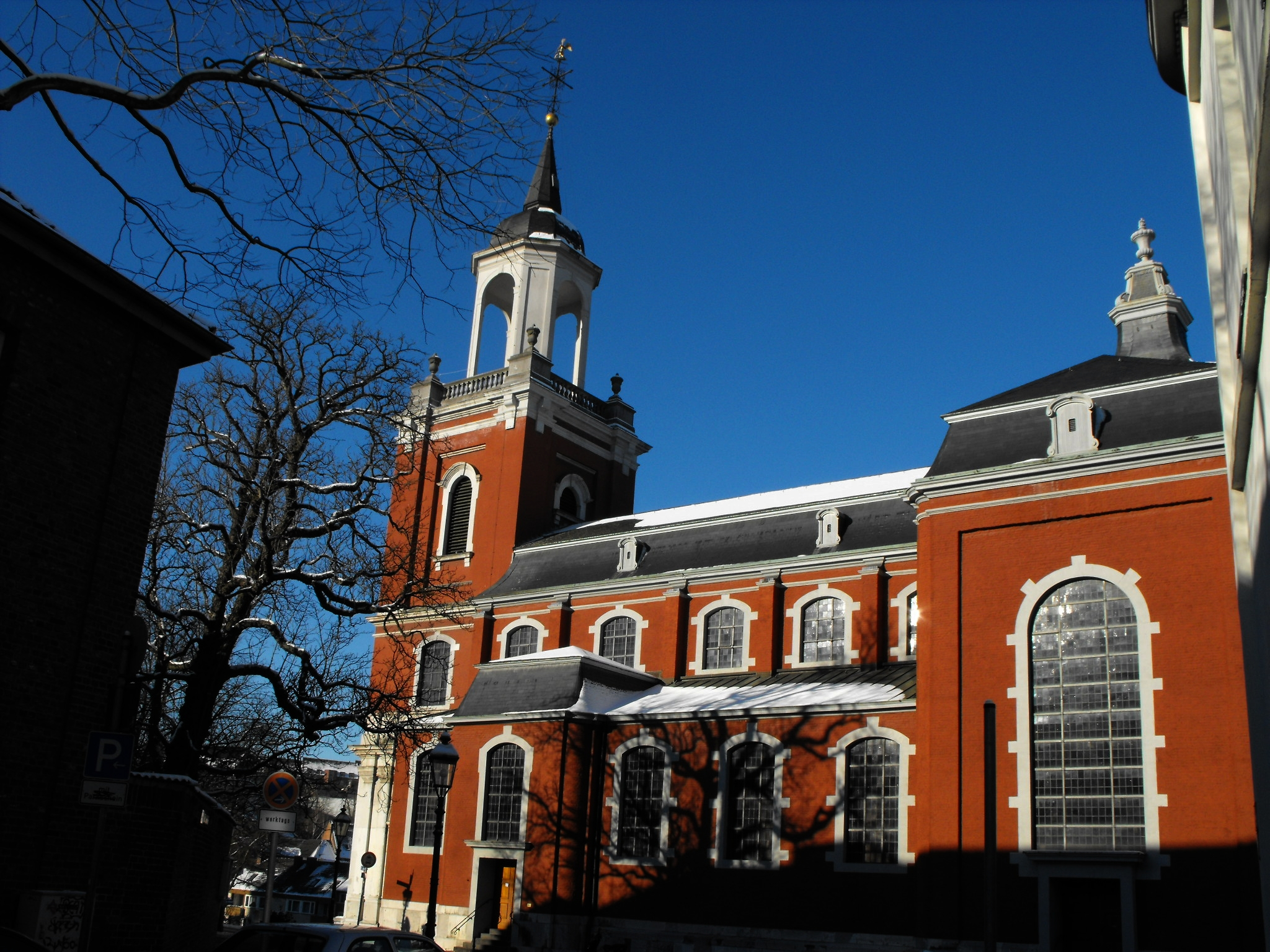
Sint-Michaëlskerk

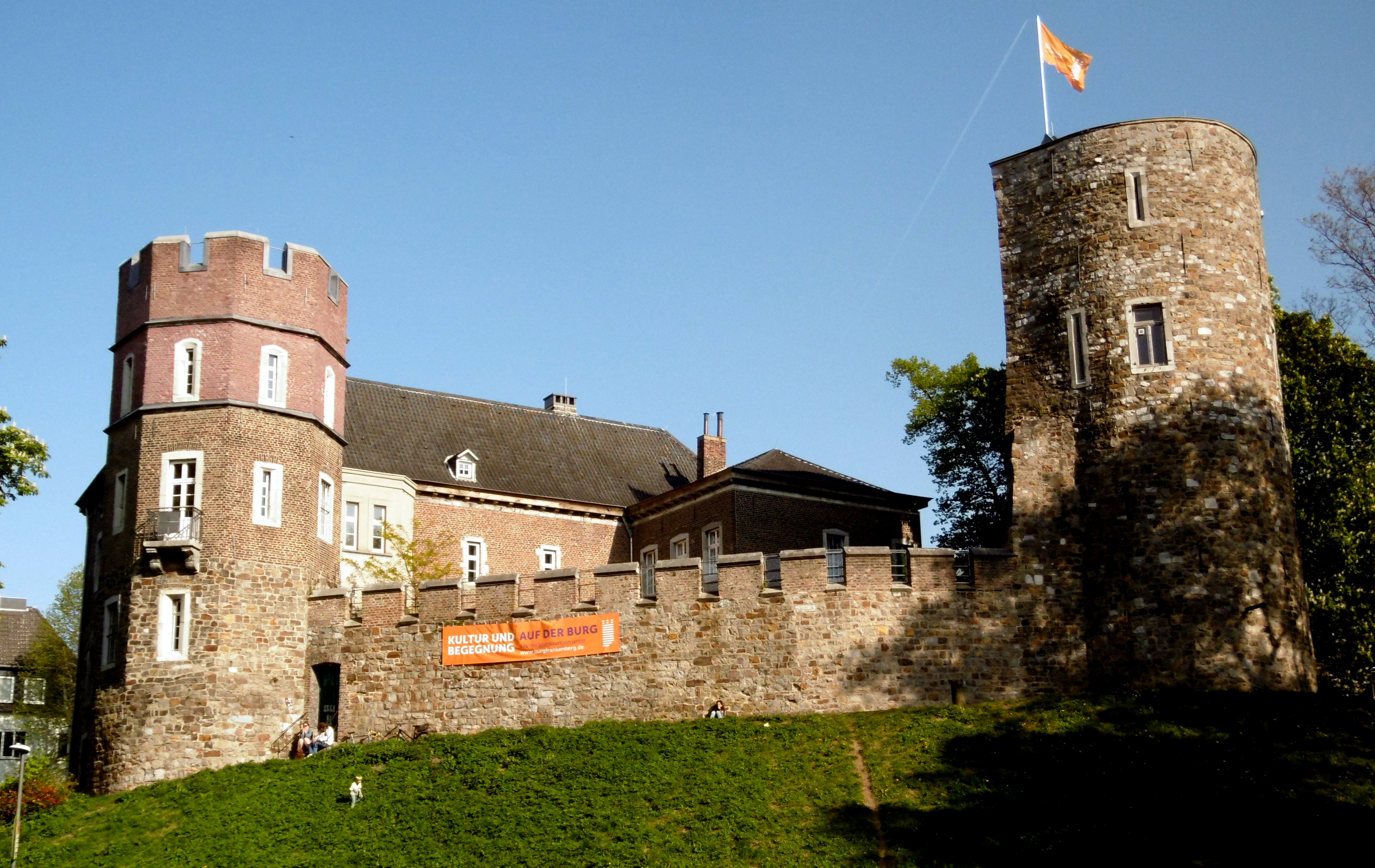
Burcht Frankenberg

Burtscheid is een voormalige stad, thans een wijk van de Duitse stad Aken, gelegen direct ten zuiden van de Altstadt, het historische centrum van deze stad.

## Geschiedenis
De omgeving van Burtscheid was al bewoond door Kelten en Romeinen.  In 1018 werd de plaats voor het eerst schriftelijk vermeld, en in 1338 kreeg de plaats stadsrechten. In 1816 werd de stad de zetel van het bestuur van Kreis Aken en in 1897 werd de stad geannexeerd door de gemeente Aken. Sinds 1972 behoort ze tot het stadsdistrict Aken-Centrum (Aachen-Mitte).
De stad heeft zijn ontwikkeling voor een belangrijk deel te danken aan de aanwezigheid van warmwaterbronnen, welke het riviertje de Worm voeden en reeds door de Kelten en Romeinen benut werden. Ook in latere tijd verschenen er badhuizen en thermaalbaden, waarmee zich hier, evenals in het nabijgelegen Aken, een kuuroord ontwikkelde. Het Kurpark Burtscheid, waarvan de geschiedenis teruggaat tot einde 18e eeuw, is een voorbeeld van een dergelijke voorziening. De stad kent tal van fonteinen. 
De stichting van de Abdij van Burtscheid droeg in belangrijke mate tot de ontwikkeling van de stad bij. Naast de abdijkerk werd in 1330 ook een parochiekerk gesticht, de Sint-Michaëlskerk. Ook is er de Burcht Frankenberg.

## Nabijgelegen kernen
Altstadt, Ronheide, Steinebrück, Forst